# 大掾高幹
大掾 高幹（だいじょう たかもと、？－1380年代）は、南北朝時代の武士。常陸大掾氏当主。水戸城主。浄永（じょうえい）の号で知られる。
大掾氏の系譜によれば、大掾時幹の子とする説と大掾盛幹（時幹の子）の子とする説がある。しかし、世代的に時幹と高幹の年齢差は親子と推定されることから、時幹の子で盛幹の弟とみるのが妥当と考えられる。

## 鎌倉時代後期の大掾氏
源頼朝によって常陸大掾に任じられて、大掾氏の事実上の初代となった大掾資幹の没後、その嫡男である朝幹が大掾の地位を継承することに小田知重から異論が出されるが、安貞元年（1227年）に鎌倉幕府執権北条泰時は資幹から朝幹に継承された頼朝の下文を根拠として大掾氏による大掾職の世襲を認めた。
朝幹の後は嫡男の大掾孝幹が継承してその後出家して「妙観」と号していたが、その後を継いだ嫡男の大掾光幹が早世したために孝幹は光幹の長男・大掾経幹に家督を継がせてその後見となった。
ところが、正応2年4月6日（1289年4月27日）に孝幹が68歳で没する（『常陸誌料』「平氏譜」）と、光幹の三男である長寿の外祖父である御内人・工藤高光（理覚）らの計らいで、経幹は追放されて長寿が大掾氏の当主となり、後に元服して時幹と名乗る。経幹はそれに抗議して徳治年間まで20年以上にわたって兄弟による訴訟が続いているが最終的に時幹が勝訴している。
光幹・経幹・時幹・盛幹・高幹の生没年を確定させる史料はないものの、孝幹が正応2年に68歳で没したときに時幹（長寿）は元服前であったことを考えると、それから約40-50年後の建武年間に時幹（長寿）の孫が活躍したとは考えにくく、高幹は時幹の子で兄の盛幹の早世によって家督を継いだと考えられている。中根正人は、高幹（浄永）は1300年代後半の誕生であったと推定している。

## 経歴
高幹が大掾氏の家督を継いだ時期については不明である。父である時幹の活動は正応元年（1319年）まで追える一方、その後継者である兄・盛幹の実績が全く伝わっていないためである。現在、茨城県石岡市にある清凉寺は元徳2年（1330年）に大掾十郎高幹によって建立されたと伝えられており、それが事実であればこの時には大掾氏の家督を継いでいたことになる。元弘の乱の時の高幹の動向は不明であるが、同じ常陸国の在庁官人系の武士で大掾氏の一門扱いを受けていた税所氏が常陸国に配流されていた万里小路藤房を擁して鎌倉攻めに向かっていることから、大掾氏もこの動きに同調した可能性がある。
高幹の活動が具体的になるのは、建武2年（1335年）に北条時行による中先代の乱において北条軍に加わって以降のことで、相模川合戦において足利尊氏軍を迎え撃って奮戦した。やがて、尊氏が建武政権に叛旗を翻して南北朝の戦いが始まると、佐竹氏は北朝方に、小田氏は南朝方につき、常陸国内は大混乱に陥った。こうした中で高幹は小田氏と共に南朝方に加わり、建武4年/延元2年（1336年）10月には小田治久・春日顕国と共に北朝方の鹿島氏と対峙しているが、建武5年/延元3年（1337年）閏7月には税所氏と共に小田氏の府中侵攻を防いでおり、これ以前に北朝方に転じたことなる。また、この時には既に出家して「浄永」と名乗っていた。
建武5年/延元3年（1337年）には南朝方の北畠親房が常陸国に漂着してそのまま小田氏を頼り、大掾氏へも帰服を働きかけた。浄永は北畠親房には帰順を約束して親房を喜ばせるが、実際には足利尊氏が派遣した高師冬の指揮下に入って北朝方の一員として常陸国内を転戦した。また、この時期の足利尊氏は息子の足利義詮を鎌倉に派遣して後の鎌倉府を基礎を築くが、高幹の嫡男である詮国は義詮の偏諱を得たと想定される。
ところで、この頃、大掾氏の一族である石川氏の内紛に大掾氏と佐竹氏が介入して、両氏が合戦を行う青柳庄合戦が発生する。『水戸市史』では、この合戦を暦応3年/興国元年(1340年）の出来事と比定して、この時期の大掾氏は南朝方であったとしているが、これに対して中根正人は関連文書の分析から、観応元年/正平6年（1350年）に比定して、これを北朝方内部の内紛であり、高師直に近い佐竹氏と足利直義に近い大掾氏による「観応の擾乱」の前哨戦的な戦いであったとしている。観応の擾乱では、浄永は最終的には足利尊氏に従って武蔵野合戦・東寺合戦を戦ったものの、その後で鎌倉府にて成立した薩埵山体制においてほとんど大掾氏の活動がみられないことから、当初からの尊氏方ではなく、当初は直義方についたために他の尊氏側の諸氏と比較して冷遇されていたと推測される。
浄永および大掾氏が政治の表舞台に現れるのは、薩埵山体制を主導した畠山国清失脚後のことであり、浄永は国元は嫡男の詮国に任せて鎌倉で鎌倉公方足利基氏に近侍するようになる。こうした状況を背景に常陸国内でも所務遵行や棟別銭の徴収権について大掾氏の支配権については守護の佐竹氏ではなく大掾氏が独自に行うようになるなど、大掾氏は勢力を急速に回復させていった。しかし、これは佐竹氏との対立の一因となっていくことになる。
浄永の活動は永徳2年/弘和2年（1382年）まで活動できる。しかし、4年後の至徳3年/元中3年（1386年）3月には嫡男の詮国が死去した後に、残された永寿（後の大掾満幹）を一族・重臣が支える体制に移行していることから、永徳2年から至徳3年の間の4年間のうちに詮国よりも前に浄永が亡くなっていたと推測可能である。当主の相次ぐ死去は鎌倉府における発言力の低下や大掾氏の勢力圏への佐竹氏の進出を招き、大掾氏が衰退に向かう一因になったとみられている。